# Ágas holdruta
Az ágas holdruta (Botrychium matricariifolium) Észak-Amerikában és Európában honos, a kígyónyelvfélék családjába tartozó harasztfaj.

## Megjelenése

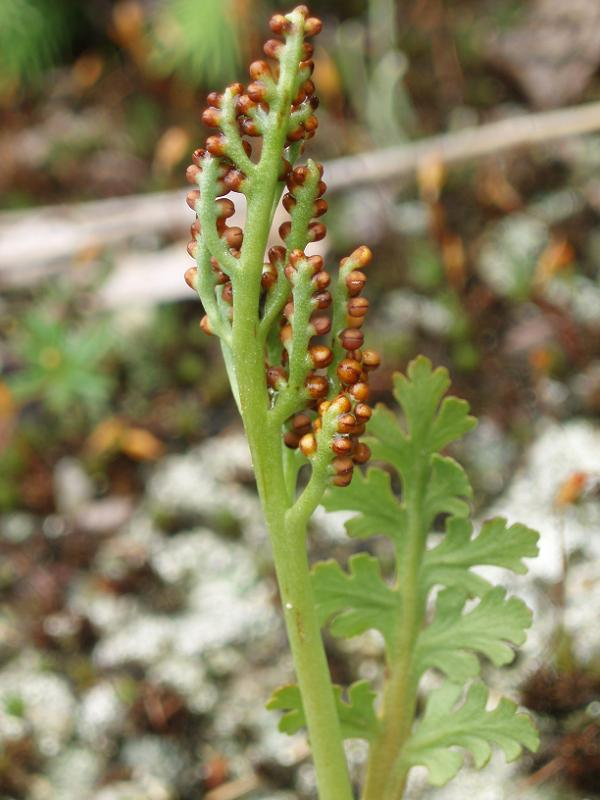

Az ágas holdruta 5–20 cm magas, évelő, levélhullató, gyöktörzzsel rendelkező geofita növény. Alsó levelei meddők, a felsők spórásak, szétválásuk kb. a szár felénél található. A meddő levélek kétszer szárnyaltak, karéjosak esetleg egészen tövig szeldeltek, alakjuk hosszúkás tojásdad. A hajtás alsó része vastag, vörösbarnás. A spórás levél karéjai 2–3-szor szárnyaltak.
Spórái június-júliusban érnek.
A növények tetraploidok, kromoszómaszámuk n=90.

## Elterjedése
Észak-Amerikában az Egyesült Államok északkeleti államaiban és Kelet-Kanadában, valamint Európában honos. A Nagy-tavak környékén és Kelet-Michiganben az egyik leggyakoribb holdrutafaj. Magyarországon a Balaton-felvidékről és a Kőszegi-hegységből volt ismert, de korábbi lelőhelyein ma nem található, lehetséges, hogy kipusztult az ország területéről.

## Termőhelye

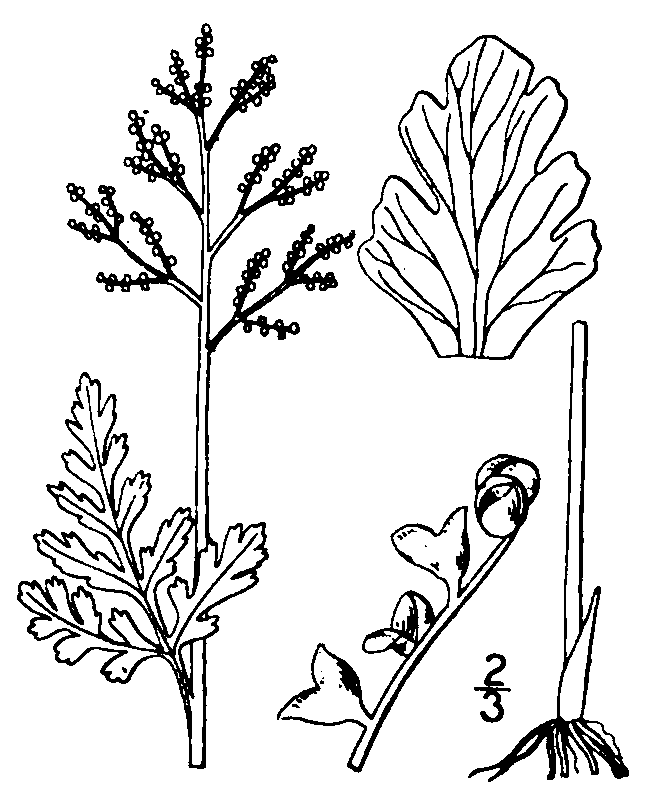

Hegyvidéki erdők növénye, a savanyú vagy semleges kémhatású szegény talajt kedveli. Sovány talajú erdőszéleken, égerligetekben fordul elő. Amerikában erdei utak szélén vagy elhagyott utakon, erdősávokban is nő.
Magyarországon 1982 óta védett, természetvédelmi értéke 100 000 Ft.